# Sverigetopplistan
 (mai 2023).
Si vous disposez d'ouvrages ou d'articles de référence ou si vous connaissez des sites web de qualité traitant du thème abordé ici, merci de compléter l'article en donnant les références utiles à sa vérifiabilité et en les liant à la section « Notes et références ».
Le Sverigetopplistan, anciennement appelé Topplistan et Hitlistan, est un classement hebdomadaire des ventes d'albums et de singles en Suède, fondé sur les chiffres de ventes du Grammofonleverantörernas förening. Depuis la fin de l'année 2006, il inclut les téléchargements légaux de musique.